# Zenik
Zenik är en ort i Bosnien och Hercegovina.   Den ligger i entiteten Federationen Bosnien och Hercegovina, i den centrala delen av landet, 12 km väster om huvudstaden Sarajevo. Zenik ligger 630 meter över havet och antalet invånare är 147.
Terrängen runt Zenik är huvudsakligen kuperad, men åt sydost är den platt. Runt Zenik är det ganska tätbefolkat, med 93 invånare per kvadratkilometer.. Närmaste större samhälle är Sarajevo, 12,0 km öster om Zenik. 
Omgivningarna runt Zenik är en mosaik av jordbruksmark och naturlig växtlighet.